# Unité urbaine de Thiviers
L'unité urbaine de Thiviers est une unité urbaine française centrée sur la ville de Thiviers, dans le département de la Dordogne.

## Données globales
Dans le zonage réalisé par l'Insee en 1999, l'unité urbaine (l'agglomération) de Thiviers est composée de la seule commune de Thiviers, dans l'arrondissement de Nontron.
En 2010, selon l'Insee, l'unité urbaine de Thiviers est composée de deux communes du département de la Dordogne.
Elle représentait le pôle urbain de l'aire urbaine de Thiviers qui s'étendait sur quatre communes. En 2020, la notion d'aire urbaine a été abandonnée et remplacée par celle d'aire d'attraction d'une ville. L'aire d'attraction de Thiviers est composée de dix communes du seul département de la Dordogne.
Dans le zonage 2020 de l'Insee, l'unité urbaine reste composée des deux mêmes communes.

### Communes
La liste ci-dessous, établie par ordre alphabétique, indique les communes appartenant à l'unité urbaine de Thiviers, selon la délimitation de 2020, avec leur population municipale, issue du recensement le plus récent :
| Nom       | Code Insee | Statut | Superficie (km2) | Population (dernière pop. légale) | Densité (hab./km2) |
| --------- | ---------- | ------ | ---------------- | --------------------------------- | ------------------ |
| Nantheuil | 24304      |        | 16,82            | 984 (2022)                        | 59                 |
| Thiviers  | 24551      |        | 27,77            | 2 889 (2022)                      | 104                |

## Évolution démographique
L'évolution démographique ci-dessous concerne l'unité urbaine selon le périmètre défini en 2010.
| 1968  | 1975  | 1982  | 1990  | 1999  | 2006  | 2011  | 2016  | 2022  |
| ----- | ----- | ----- | ----- | ----- | ----- | ----- | ----- | ----- |
| 4 664 | 5 014 | 4 836 | 4 522 | 4 162 | 4 174 | 4 129 | 3 850 | 3 873 |

Histogramme

(élaboration graphique par Wikipédia)